# مجلس شؤون المسلمين العامة
مجلس شؤون المسلمين العامة هو منظمة وطنية أمريكية للدفاع عن المسلمين وشؤونهم مقره في لوس أنجلوس، وله مكاتب في واشنطن العاصمة، تأسس عام 1988.
وفقًا للموقع الرسمي للمجلس: يسعى المجلس إلى تصحيح المفاهيم الخاطئة وتحسين الفهم العام والسياسات التي تؤثر على المسلمين الأمريكيين من خلال الانخراط مباشرة مع الأعضاء الرئيسيين في الحكومة ووسائل الإعلام والمجتمعات المحلية.

## التاريخ
تأسس مجلس الشؤون العامة الإسلامية في عام 1988 في المركز الإسلامي بجنوب كاليفورنيا.
عارض المجلس فتوى مقتل سلمان رشدي والهجمات على مركز التجارة العالمي، كما أعلن معارضته حركة طالبان وأسامة بن لادن.

## وصلات خارجية
- الموقع الرسمي